# 艾德·勞許
艾德·J·勞許（英語：Edd J. Roush，1893年5月8日—1988年3月21日），為美國職棒大聯盟的中外野手。他生涯曾待過白襪、巨人、紅人，還有聯邦聯盟的印州人(胡椒)等隊。他生涯一共拿下兩次打擊王，生涯打擊率也高達3成23。最後他在1962年入選名人堂。

## 職業生涯

### 生涯早期
1913年8月13日，勞許登上大聯盟。這年他僅出賽9場比賽就被下放到小聯盟。
1914年，聯邦聯盟成立，而勞許也加入了印城印州人。這年他出賽74場比賽，打擊率為3成25。他也幫助球隊拿下聯邦聯盟冠軍。1915年，球隊改名為胡椒，而勞許繼續擔任球隊外野手。1915年球季結束後，聯邦聯盟解散。而巨人隊隨後也簽下了勞許、Bill McKechnie與Bill Rariden，不過他在1916年季中和Bill McKechnie與克里斯提·馬修森被交易至紅人隊。

### 辛辛那提紅人
在紅人隊的第一年，勞許僅出賽69場比賽。他的打擊率為2成87，在隊上僅次於Hal Chase。1917年為勞許的第一個完整球季，這年他因為受傷而缺席了賽季最後一週的比賽。不過他仍以3成47的打擊率拿下國聯打擊王。這年他也擊出了178支安打排名國聯第二，僅次於第一名4支安打。
1918年，勞許的打擊率為3成33，僅次於名人堂球員札克·惠特的3成35。1918年4月29日，紅人隊擊敗紅雀隊，然而卻因為紅雀出現抗議造成比賽須於8月11日重打。結果勞許在原比賽擊出2支安打，在重打的比賽中僅擊出一支安打。於是他的打擊率便從3成36下滑至3成33，讓他無緣連莊打擊王。
1919年，勞許以3成21的打擊率拿下個人第二座打擊王。這年紅人闖進了世界大賽，不過卻也爆發了美國職棒史上的最大醜聞黑襪事件。白襪隊有8名球員涉嫌放水讓紅人隊以5勝3敗贏得世界大賽冠軍，不過勞許也說他相信紅人隊就算和白襪隊公正地打比賽也能夠拿下勝利。1920年，根據The Sporting News報導，勞許鮮少出現在春訓基地，他甚至在開幕戰前一週都還在打獵。同年6月8日，紅人隊的外野手在比賽中發生了爭吵。結果勞許居然直接在外野草皮上呼呼大睡，最後另一名外野手Heinie Groh跑來叫醒他也叫不醒，於是勞許被聯盟以延遲比賽進行之名被驅逐出場。該年他的打擊率為3成39。
1921年，勞許在薪資上與球團出現爭吵。球團給他15000美元的合約，但是他覺得以他去年的身手可以值得更高的薪水。最後勞許一直到4月30日才上場比賽。剛開季的紅人戰績非常糟，截至5月結束，他們的戰績只有14勝28敗。而勞許也因為出現腳傷而不斷影響他在比賽中的表現，不過這年他的打擊率為生涯新高的3成52，僅次於羅傑·霍斯比。
1922年，勞許持續與球團協調薪資。當時球隊給他3年18000美元的合約，而勞許也一直希望可以將薪資提高。7月26日，勞許終於與球團簽約。該年他僅出賽49場比賽，打擊率為3成52。1923年，勞許繼續向球隊獅子大開口，這次他要求球團給他25000美元。而這次球團也祭出對策，只要他缺席一次春訓，他就要被罰50元美金。後來雙方在4月15日達成協議，而勞許在8月底至9月中因為肋骨斷裂而缺席比賽(儘管當時他是否真的受傷仍有爭議)。該年他的打擊率為3成51，並敲出聯盟最多的41支二壘安打。
1924年，他與球隊簽下3年19000美元的合約。不過這年球隊發生一個意外，總教練Pat Moran在春訓期間因病去世，年僅48歲。而這年勞許的表現稍微下滑，加上他腿部受傷，這年他的打擊率為3成48。1925年，他成為球隊隊長，並且帶領球隊拿下國聯第三。
1926年7月21日，紅人將這天定為勞許日，來表彰這位紅人隊的看板球星。球季結束後，紅人決定把外野交給三位更年輕的野手來擔任，於是在1927年將34歲的勞許交易至巨人隊，換來喬治·凱利。總計他在紅人隊的期間，他的打擊率為3成39，並敲出超過1600支安打。而他在紅人隊的期間，單季打擊率從未低於3成23過。

### 生涯後期
加入巨人隊後，勞許依舊不改他那愛討價還價的個性，還是持續和球團要求更高的薪資。最後勞許和總教練約翰·麥格勞當面協調，球隊最後給勞許3年7萬美元的薪資。
這年勞許的打擊率為3成04，是他繼1916年後最低的紀錄。隔一年他因為腹部受傷，整年僅出賽46場比賽。1929年2月，勞許動完手術回到球場。這年他出賽115場比賽，打擊率為3成24。
1930年，勞許的合約到期。這次他與球隊的薪資交涉並不順利，再加上前一年年底美國發生經濟大蕭條，於是勞許這年完全沒有上到大聯盟。1931年，勞許拒絕再替巨人隊打球，並決定退休。不過紅人隊以一年15000美元的合約將他簽下來。這年他僅出賽101場比賽，打擊率為生涯新低的2成71。
總計勞許18年的職棒生涯，打擊率為3成23。他生涯擊出30支場內全壘打，並盜壘成功268次。而勞許上場比賽所使用的球棒重達1400公克，這也是棒球史上最重的球棒。
在勞許退休時，他的安打數和三壘安打數都排在紅人隊史第二，僅次於19世紀的棒球員Bid McPhee。而名人堂投手格羅佛·克里夫蘭·亞歷山大曾說過有兩位打者是他遇過最難對付的，一位是羅斯·楊斯（巨人隊的名人堂強打者）、另一位就是勞許。他說這兩位選手沒有可怕的長打威力，但是是他遇過最聰明的打者。

## 晚年與紀念
退休後，勞許也在紅人隊擔任教練。而勞許也常常參與球隊春訓，並跟年輕球員訴說自己以前的往事。
美國作家Lawrence Ritter在撰寫《The Glory of Their Times》這本書時，訪問了22名大聯盟球員，而勞許就是其中之一。
1962年，名人堂資深委員會將勞許引薦至名人堂。而勞許的前隊友Bill McKechnie也跟他一同入選。
1970年6月24日，紅人在主場Crosley Field進行最後一場比賽，而勞許也擔任該場比賽的開球嘉賓。
1981年，Ritter和Donald Honig撰寫了《棒球史上百大球員》這本書時，將勞許歸類在其中。
1988年3月21日，勞許因病去世，享年88歲。他不僅最後一位去世的前聯邦聯盟球員，也是1919年紅人隊奪冠班底中最晚去世的球員。

## 外部連結
- 球員資訊和成績在MLB，ESPN，Baseball-Reference，Fangraphs（英文）
- Edd Roush Oral History Interview (1 of 3) - National Baseball Hall of Fame Digital Collection （页面存档备份，存于）
- Edd Roush Oral History Interview (2 of 3) - National Baseball Hall of Fame Digital Collection （页面存档备份，存于）
- Edd Roush Oral History Interview (3 of 3) - National Baseball Hall of Fame Digital Collection （页面存档备份，存于）